# 万山区
万山区是中国贵州省铜仁市下属的一个市辖区。面积338平方公里，2002年人口6万。邮政编码554200，区政府驻谢桥街道。为全国最大的汞和朱砂产地，曾被称为中国的“汞都”。

## 地理位置
万山区位于东经109°11'-109°14'、北纬27°30'-27°32'之间。东南边与湖南省芷江侗族自治县相连、西南边与新晃侗族自治县和贵州省玉屏侗族自治县相连，西边与黔东南州岑巩县相连，北边与铜仁市碧江区、江口县相连，总面积842平方公里。

## 历史
元至六十四年（1277年），设置大万山苏葛办等处军民长官司，隶属思州安抚司。 
洪武五年六月十三日（1372年），大万山司随思州宣慰司改属湖广行省。洪武六年（1373年），大万山司隶属思州慰司。永乐十二年三月二日（1414年），大万山长官司隶属铜仁府。 
清朝实行“改土归流”政策，土司大部分被裁撤，大万山长官司由铜仁府派流官直接管理。
光绪六年八月二十六日（1880年），贵州巡抚岑毓英同意将铜仁县移治江口，将省溪司（今江口县）的流官吏目改驻大万山，因此大万山又名省溪。
民国二年8月（1913年），省溪县设立，最初隶属贵州省黔东道（又名镇远道）。民国十二年（1923年），废除黔东道，省溪县直隶于贵州省政府。民国二十四年元月（1935年），省溪县隶属第九行政督察区，专员公署驻铜仁。民国二十六年11月（1937年），省溪县隶属新的第一行政督察区。民国三十年（1941年），省溪县撤销，省溪县的辖地并入玉屏县和铜仁县。 
1949年，万山所在地属于玉屏县第六区。1958年12月，万山公社建立，隶属铜仁县。1961年8月，万山隶属玉屏县。1966年2月22日，经国务院批准，设立万山特区，隶属铜仁地区，成为中华人民共和国最早的县级特区。1966年5月1日，建立万山特区人民委员会。1968年9月24日，贵州省革命委员会批准，万山特区撤销，设立万山镇。1970年8月8日，国务院批准，万山镇撤销，设立万山特区。
2009年3月，国务院将万山特区列为全国第二批资源枯竭型城市。
2011年10月22日，国务院同意撤销万山特区，设立万山区，隶属铜仁市。原县级铜仁市（现为碧江区）的茶店镇、鱼塘乡、大坪乡划入万山区。11月7日，铜仁正式将茶店镇、鱼塘乡、大坪乡的管辖权划转至万山区。

## 行政区划
万山区下辖4个街道办事处、1个镇、6个民族乡：
谢桥街道、茶店街道、仁山街道、丹都街道、万山镇、高楼坪侗族乡、黄道侗族乡、敖寨侗族乡、下溪侗族乡、鱼塘侗族苗族乡和大坪侗族土家族苗族乡。

### 变迁
2016年，铜仁市人民政府对万山区谢桥街道行政区划调整作出正式批复，同意将万山区谢桥街道析置出仁山街道。仁山街道下辖原谢桥街道的唐家寨社区、楚溪社区、挞扒洞村等20村、居民小组，面积26.63平方千米。谢桥街道下辖原谢桥街道的谢桥社区、谢桥中心社区、冲广坪社区、牙溪村、石竹村、龙门坳村、瓦屋坪村等83个村、居民小组，面积77.06平方千米。
2019年，设立丹都街道办事处，丹都街道面积41.68平方千米，下辖挞扒洞社区、旗屯村、大坡村和6个易地扶贫搬迁小区。

## 人口
2011年年末，万山区户籍人口15.31万人，其中农业人口13.00万人，非农业人口2.31万人。全年人口出生率12.26‰，人口死亡率6.37‰，人口自然增长率5.89‰。
2013年年末，万山区总人口16万人，其中侗族主体少数民族8.3万人，占总人口79.4%。2015年年末总人口17万人。2017年总人口27万人。

## 民族
万山区以侗族、汉族为主。同时有土家族、苗族、回族、布依族、仡佬族、彝族、白族、瑶族等16个少数民族聚居。